# Darren Keet
Darren Keet (Fokváros, 1989. augusztus 5. –) dél-afrikai labdarúgó, a belga élvonalbeli OH Leuven kapusa.

## Pályafutása
2007–08-ban a Vasco Da Gama, 2008–2011 között a Bidvest Wits, 2011–2016 között a belga KV Kortrijk, 2016–2019 között ismét a Bidvest Wits, 2019–20-ban a belga OH Leuven kapusa volt.
2013–2020 között 13 alkalommal szerepelt a dél-afrikai válogatottban.